# Llista d'aerolínies de Luxemburg
Aquesta és una Llista d'aerolínies de Luxemburg que operen a Luxemburg a partir del 10 d'agost de 2005.
| Línia aèria           | Imatge | IATA | ICAO | Distintiu | Començament d'operacions | Notes                                       |
| --------------------- | ------ | ---- | ---- | --------- | ------------------------ | ------------------------------------------- |
| Cargolux              |        | CV   | CLX  | CARGOLUX  | 1970                     |                                             |
| Ducair                |        |      |      |           |                          |                                             |
| Global Jet Luxembourg |        |      | SVW  |           | 2004                     |                                             |
| JDP Lux               |        |      |      |           |                          |                                             |
| Luxair                |        | LG   | LGL  | LUXAIR    | 1961                     |                                             |
| Luxaviation           |        | -    | LXA  | RED LION  | 2009                     |                                             |
| Luxflight             |        |      |      |           |                          |                                             |
| Premiair              |        |      |      |           |                          |                                             |
| Smart Cargo           |        |      |      |           | 2014                     | Rebatejat de West Air Luxemburg (2001-2014) |